# Porcellionides molleri
Porcellionides molleri är en kräftdjursart som först beskrevs av Karl Wilhelm Verhoeff1901.  Porcellionides molleri ingår i släktet Porcellionides och familjen Porcellionidae. Inga underarter finns listade i Catalogue of Life.